# Jean Brachet
Jean Brachet tên đầy đủ là Jean Louis Auguste Brachet (19.3.1909]] – 1998) là nhà hóa sinh người Bỉ đã góp phần then chốt vào sự hiểu biết vai trò của RNA.

## Cuộc đời và Sự nghiệp
Brachet sinh tại Etterbeek. Ông học Y khoa ở Đại học tự do Bruxelles và tốt nghiệp năm 1934. Sau đó ông làm việc ở Đại học Cambridge rồi Đại học Princeton cùng nhiều viện nghiên cứu sinh học biển. Brachet được bổ nhiệm làm giáo sư hình thái học động vật và sinh học tổng quát ở Đại học tự do Bruxelles rồi làm giám đốc nghiên cứu của Phòng thí nghiệm Di truyền và Lý Sinh học quốc tế ở Napoli.
Năm 1933 Brachet đã chỉ ra rằng DNA được tìm thấy trong các nhiễm sắc thể và rằng RNA hiện diện trong tế bào chất của mọi tế bào. Công trình nghiên cứu của ông cùng với Torbjörn Caspersson chỉ ra rằng RNA đóng vai tích cực trong việc tổng hợp protein. Brachet cũng là người tiên phong trong lãnh vực chuyên biệt hóa tế bào (cellular differentiation). Sau đó Brachet đăng các bài khảo luận cho biết việc chuyên biệt hóa đi sau việc hình thành các ribosome mới và được kèm theo việc giải phóng khỏi nhân của một đợt các RNA thông tin mới.
Ông đã đăng nhiều bài khảo luận và xuất bản nhiều sách.

## Giải thưởng và Vinh dự
- 1948: giải Francqui về Sinh học và Y khoa.
- 1953: Giải Albert Brachet của Viện Hàn lâm Hoàng gia Bỉ
- 1966: Hội viên nước ngoài của Royal Society[2]
- 1969: Giải Charles Léopold Mayer của Viện Hàn lâm Khoa học Pháp